# Dzjanka
Dzjanka (bulgariska: Джанка) är ett distrikt i Bulgarien.   Det ligger i kommunen Obsjtina Krumovgrad och regionen Kărdzjali, i den södra delen av landet, 230 km sydost om huvudstaden Sofia.